# Элвис покинул здание
«Элвис покинул здание» (англ. Elvis Has Left the Building) — американский художественный фильм в жанре чёрной комедии, поставленный режиссёром Джоэлом Цвиком и вышедший на экраны в 2004 году.
В название фильма легла фраза, произнесённая 15 декабря 1956 года по окончании концерта Элвиса Пресли в Шривпорте (Луизиана) продюсером шоу Хорасом Логаном и ставшая впоследствии крылатым выражением и идиоматическим оборотом.

## Сюжет
Хармони занимается сетевым маркетингом: устраивает семинары, продаёт косметику. И хотя она успешна, жизнь её пуста и бессмысленна. Бесконечные разъезды по западу США, из города в город, слушая Элвиса. Хармони пытается выяснить, что же ей не хватает для счастья, и в один из дней случайно сбивает одного из поклонников Элвиса. С этого момента жизнь становится уже не такой скучной.

## В ролях
| Актёр                | Роль                              |
| -------------------- | --------------------------------- |
| Ким Бейсингер        | Хэрмони Джоунс                    |
| Джон Корбетт         | Майлз Тейлор                      |
| Энни Поттс           | Ширл                              |
| Шон Астин            | Аарон                             |
| Майк Старр           | Сэл                               |
| Фил Льюис            | Чарли                             |
| Дениз Ричардс        | Белинда                           |
| Том Хэнкс            | Элвис с почтовым ящиком на голове |
| Энджи Дикинсон       | Бобетта                           |
| Пэт Морита           | мужчина в тюрбане                 |
| Филип Чарлз Маккензи | Даррен Свирл                      |